# Orthrosanthus polystachyus
Orthrosanthus polystachyus là một loài thực vật có hoa trong họ Diên vĩ. Loài này được Benth. miêu tả khoa học đầu tiên năm 1873.